# 볼케이노: 삶의 전환점에 선 남자
볼케이노: 삶의 전환점에 선 남자(Eldfjall, 영어: Volcano)는 2011년 개봉한 아이슬란드의 드라마 영화이다.
이 영화는 2011년 토론토 국제 영화제, 2012년 메릴랜드 영화제를 포함한 많은 국제 영화제에서 상영되었다.

## 줄거리
2011년 아이슬란드에서 제작된 드라마 영화 '볼케이노'는 은퇴한 노인 한네스의 삶을 중심으로 전개된다. 그는 아내 안나와 함께 평범한 일상을 보내지만, 서로에게 무관심하고 냉랭한 관계를 이어간다. 어느 날, 안나가 심각한 병에 걸려 쓰러지고 한네스는 아내를 간병하며 이전에는 느끼지 못했던 죄책감과 후회를 느끼게 된다. 아내의 병세가 깊어질수록 한네스는 자신의 과거를 돌아보며 그동안 소홀했던 가족과 주변 사람들에게 진심으로 다가가려고 노력한다. 영화는 병상에 누운 아내를 돌보는 한네스의 고통스러운 과정을 묘사하며, 동시에 늦었지만 진정한 인간관계의 의미를 깨닫고 변화해가는 한 남자의 모습을 보여준다. 아내의 죽음과 그 이후의 삶을 통해, 삶의 후회와 구원이라는 주제를 깊이 있게 다루고 있다.

## 캐스팅
- 테오도르 줄리어슨 - 한네스 역
- 마그렛 헬가 요한스토디어 - 안나 역